# Orthaea fimbriata
Orthaea fimbriata är en ljungväxtart som beskrevs av J.L. Luteyn. Orthaea fimbriata ingår i släktet Orthaea och familjen ljungväxter. Inga underarter finns listade i Catalogue of Life.